# Henrykowskie Stowarzyszenie w Siemczynie
Henrykowskie Stowarzyszenie w Siemczynie – stowarzyszenie założone w 2005 roku we wsi Siemczyno, organizacja pożytku publicznego, której celem statutowym jest odbudowa barokowego pałacu w Siemczynie. Inicjatorami zawiązania stowarzyszenia są obecni właściciele zespołu pałacowo-folwarcznego w Siemczynie, bracia, Zdzisław Andziak oraz Bogdan Andziak.

## Działania

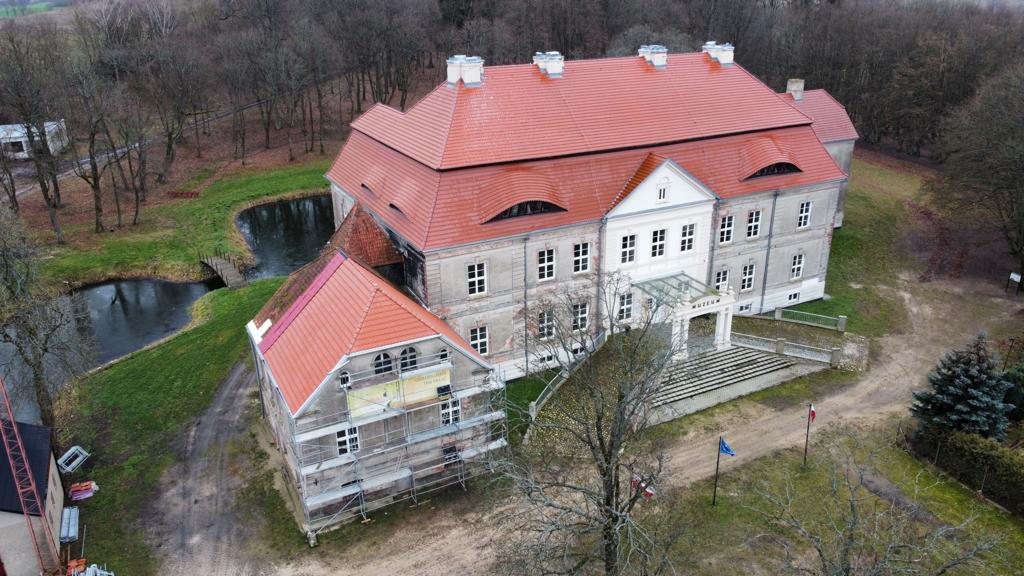
Siedziba Henrykowskiego Stowarzyszenia w Siemczynie. Barokowy pałac w Siemczynie (1722-1726)

Do 2023 roku w celu ratowania pałacu przed dalszym niszczeniem i zabezpieczeniem go, Henrykowskie Stowarzyszenie w Siemczynie podjęło następujące kroki: wykonano inwentaryzacje konserwatorską pałacu w Siemczynie (ogólnobudowlaną), wykonano projekt budowlany wraz z projektem zagospodarowania dla całego terenu zespołu folwarczno-pałacowego w Siemczynie, wyremontowano dach wraz ze stropem nad 1 piętrem skrzydła południowego oraz remont dachu korpusu głównego, w połaci południowej oraz ryzalitu, zabezpieczono substancję pałacu poprzez wykonanie opaski drenażowej oraz wyremontowano kanalizację deszczową pałacu, wykonano kolejny remont w zakresie przystosowania pałacu do usług turystycznych i rekreacyjnych związanych z historią budynku. W piwnicach mieści się Interaktywne Muzeum Baroku, którego celem jest przybliżenie zwiedzającym życie mieszkańców w okresie baroku natomiast na strychu Uniwersalium Rzemiosł Różnych, w którym przedstawiane są wygasłe rzemiosła.
W obiekcie Pałac Siemczyno organizowane są cykliczne Henrykowskie Spotkania Kulturalne. Jest to tematyczne spotkania z prelekcjami specjalistów, w trakcie których lokalni artyści, rzemieślnicy i twórcy prezentują swoje prace i talenty. Wstęp na spotkania jest bezpłatny.
HSS upowszechniania historię i kulturę regionu poprzez wydawanie cyklicznych „Zeszytów Siemczyńsko – Henrykowskich”.
W Siemczynie, z inicjatywy Henrykowskiego Stowarzyszenia, powstał Henrykowski Szlak w Siemczynie. Trasa szlaku przebiega przez wieś Siemczyno i okolice. Poszczególne przystanki trasy są oznaczone tablicami informacyjnymi. Informacje na nich zawarte dotyczą konkretnego budynku lub miejsca ze wskazaniem na ich historyczne funkcje. Tablice umieszczono na wybranych budynkach lub w bezpośrednim sąsiedztwie wybranych lokalizacji.
Głównym wydarzeniem w zespole pałacowo-folwarcznym w Siemczynie organizowanym przez Henrykowskie Stowarzyszenie w Siemczynie są Henrykowskie Dni. To coroczne (od 2004 r.) wydarzenie kulturalne, którego osnowę stanowią działania na rzecz zachowania dziedzictwa kulturowego Pomorza Zachodniego. Wydarzenie ma na celu przybliżać historię i dziedzictwo narodowe związane z Siemczynem (Heinrichsdorf), będącym enklawą polskości na granicy z Branderburgią. W trakcie wydarzenia odbywa się konferencja naukowa, jak również prowadzone są warsztaty artystyczne, powstaje Aleja Artystów i Rzemieślników z pokazami rekonstrukcji historycznych. Organizowana jest Muzyczna Scena Letnia, gdzie występują lokalni wokaliści, zespoły śpiewacze i taneczne. Koło Gospodyń Wiejskich z Siemczyna serwuje tradycyjne dania polskie, nawiązujące do epoki baroku.

## Odznaczenia i wyróżnienia
Henrykowskie Stowarzyszenie w Siemczynie za swoją działalność na rzecz odbudowy zabytków, popularyzacji historii, kultury i sztuki otrzymało szereg odznaczeń i wyróżnień m.in.:
- Dyplom uznania „Swojskie Zabytki”, wręczony przez Marszałka Województwa Zachodniopomorskiego w 2011 roku[7],
- Złota Odznaka „Za opiękę nad zabytkami”, nadana przez Ministerstwo Kultury i Dziedzictwa Narodowego w roku 2013[8],
- Srebrna Odznaka Honorowa Gryfa Zachodniopomorskiego, nadana przez Zarząd Województwa Zachodniopomorskiego w roku 2013[9],
- Nominacja do „Nagrody i Tytułu Strażnika Dziedzictwa Rzeczypospolitej”, nadana przez Marszałka Senatu Rzeczypospolitej Polski w roku 2014[10],
- Wyróżnienie „Zasłużony dla Powiatu Drawskiego dla Członka HSS Bogdana Andziaka, nadane przez Powiat Drawski w roku 2015[11],
- „Zasłużony dla Gminy Czaplinek”, nadane przez Radę Miejską w Czaplinku w roku 2016[12],
- „Zachodniopomorski Mały Lider NGO 2018”, nadane przez Marszałka Województwa Zachodniopomorskiego w roku 2018[13],
- Złota Odznaka Honorowa Gryfa Zachodniopomorskiego, nadana w 2022 roku przez Zarząd Województwa Zachodniopomorskiego w roku 2022[9].

## Galeria

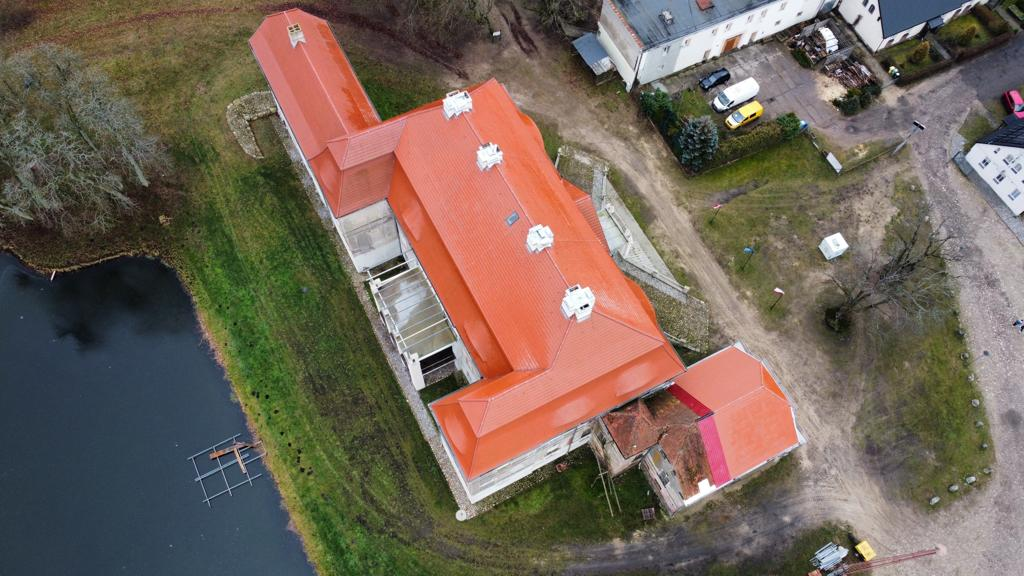
Siedziba Henrykowskiego Stowarzyszenia w Siemczynie. Barokowy pałac w Siemczynie z lotu ptaka – dach
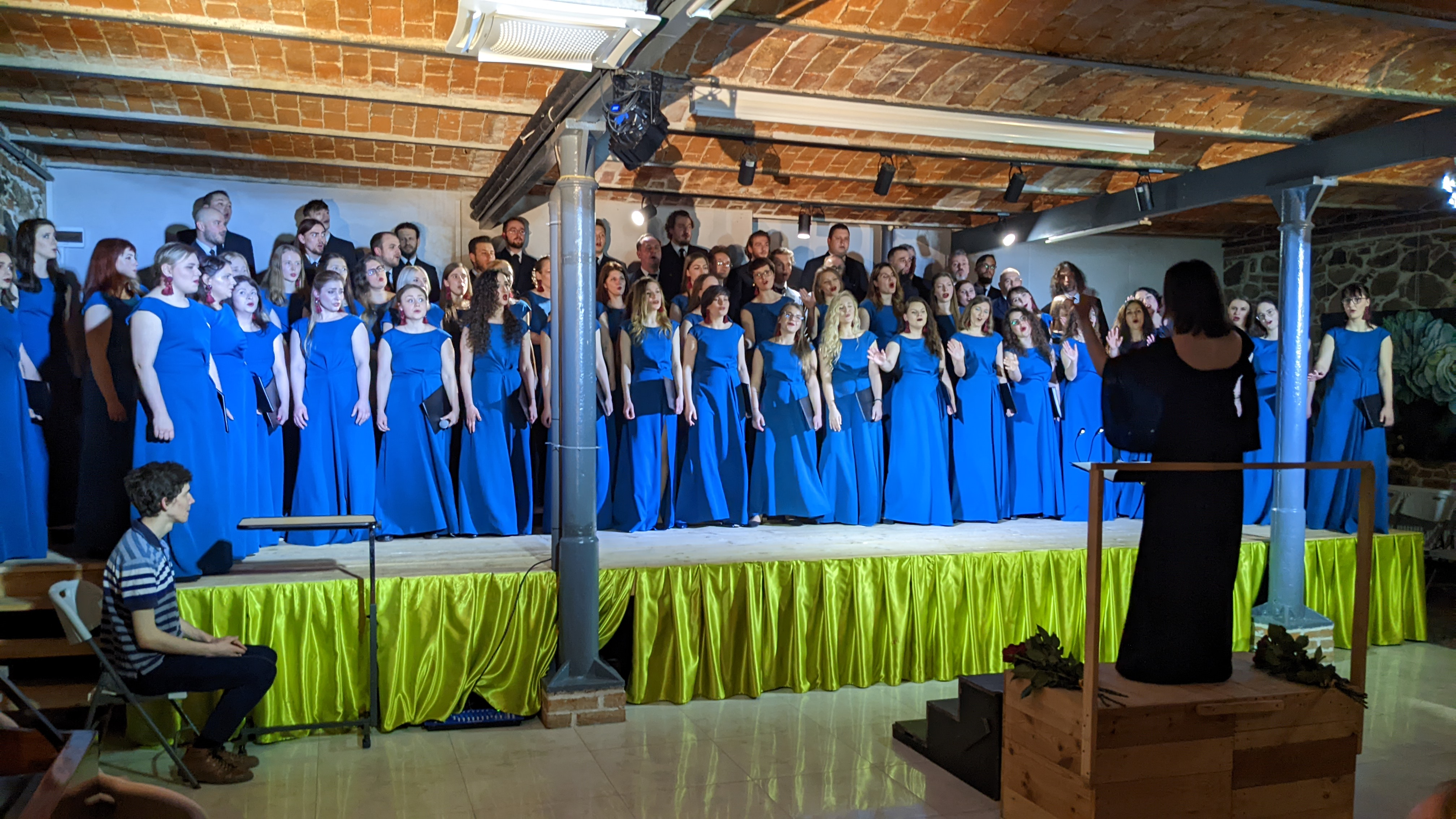
Koncert Chóru Politechniki Morskiej w Szczecinie pod dyrekcją dr Sylwii Fabiańczyk-Makuch na 50. Henrykowskich Spotkaniach Kulturalnych w Siemczynie